# Rosa 'François Juranville'
'François Juranville' (el nombre del obtentor registrado 'François Juranville'), es un cultivar de rosa moderna de jardín trepador que fue conseguido en Francia en 1906 por el rosalista francés René Barbier.

## Descripción
'François Juranville' es una rosa moderna de jardín de porte trepador, cultivar del grupo Híbrido Wichurana.
El cultivar procede del cruce deRosa wichuraiana Crép. syn. x 'Madame Laurette Messimy'.
Las formas arbustivas del cultivar tienen porte trepador rampante y alcanza de 455 a 760 cm de alto con más de 305 cm de ancho. Las hojas son de color verde oscuro y brillante, con denso follaje.
Sus delicadas flores de color melocotón a rosa salmón, con subtonos amarillos. Fragancia moderada a manzanas. Flores grandes de 3.5". Dobles con 17 a 25 pétalos. Floración en pequeños grupos, en cuartos, forma de la flor plana.
Florece una sola vez en primavera o verano.

## Origen
El cultivar fue desarrollado en Francia por el prolífico rosalista francés René Barbier en 1906. 'François Juranville' es una rosa híbrida triploide con ascendentes parentales de Rosa wichuraiana Crép. syn. x 'Madame Laurette Messimy'.
El obtentor fue registrado bajo el nombre cultivar de 'François Juranville' por René Barbier en 1906 y se le dio el nombre comercial de 'François Juranville'.
La rosa fue conseguida en Francia por René Barbier antes de 1906 e introducida en el mercado francés por "Barbier frères & Cie." en 1906 como 'François Juranville'.

## Cultivo
Aunque las plantas están generalmente libres de enfermedades, es posible que sufran de punto negro en climas más húmedos o en situaciones donde la circulación de aire es limitada. Susceptible al mildiu.
Las plantas toleran media sombra, a pesar de que se desarrollan mejor a pleno sol. En América del Norte son capaces de ser cultivadas en USDA Hardiness Zones 4b a 9b. La resistencia y la popularidad de la variedad han visto generalizado su uso en cultivos en todo el mundo.
Puede ser utilizado para las flores cortadas o jardín. Vigorosa. En la poda de Primavera es conveniente retirar las cañas viejas y madera muerta o enferma y recortar cañas que se cruzan. En climas más cálidos, recortar las cañas que quedan en alrededor de un tercio. En las zonas más frías, probablemente hay que podar un poco más que eso. Requiere protección contra la congelación de las heladas invernales.